# Гоголув (Підкарпатське воєводство)
Гоголув (пол. Gogołów) — село в Польщі, у гміні Фриштак Стрижівського повіту Підкарпатського воєводства.
Населення — 1163 особи (2011).
У 1975—1998 роках село належало до Ряшівського воєводства.

## Географія
У селі бере початок річка Гоголувка.

## Демографія
Демографічна структура станом на 31 березня 2011 року:
|          | Загалом | Допрацездатний вік | Працездатний вік | Постпрацездатний вік |
| -------- | ------- | ------------------ | ---------------- | -------------------- |
| Чоловіки | 584     | 134                | 392              | 58                   |
| Жінки    | 579     | 145                | 310              | 124                  |
| Разом    | 1163    | 279                | 702              | 182                  |